# Cygnet (Ohio)
Cygnet es una villa ubicada en el condado de Wood en el estado estadounidense de Ohio. En el Censo de 2010 tenía una población de 597 habitantes y una densidad poblacional de 694,29 personas por km².

## Geografía
Cygnet se encuentra ubicada en las coordenadas 41°14′28″N 83°38′37″O / 41.24111, -83.64361. Según la Oficina del Censo de los Estados Unidos, Cygnet tiene una superficie total de 0.86 km², de la cual 0.86 km² corresponden a tierra firme y (0.3%) 0 km² es agua.

## Demografía
Según el censo de 2010, había 597 personas residiendo en Cygnet. La densidad de población era de 694,29 hab./km². De los 597 habitantes, Cygnet estaba compuesto por el 93.63% blancos, el 1.17% eran afroamericanos, el 0.67% eran amerindios, el 0.67% eran asiáticos, el 0% eran isleños del Pacífico, el 1.34% eran de otras razas y el 2.51% pertenecían a dos o más razas. Del total de la población el 5.7% eran hispanos o latinos de cualquier raza.